# رودیگر بارتلموس
رودیگر بارتلموس (آلمانی: Rüdiger Bartelmus؛ زادهٔ ۸ ژانویهٔ ۱۹۴۴) متخصص الهیات و استاد دانشگاه چک‌تبار اهل آلمان است. وی استاد «مؤسسه مطالعات عهد عتیق و باستان‌شناسی کتاب مقدس» در دانشگاه کیل است.
وی در رشته‌های الهیات و فلسفه پروتستان و کاتولیک در مونیخ، ارلانگن، هایدلبرگ و زوریخ تحصیل کرد. وی پس از کسب مدرک دکترای خود در رشتهٔ الهیات، عضو هیئت علمی دانشگاه لودویگ ماکسیمیلیان مونیخ شد و در سال ۱۹۸۲ شایستگی علمی و صلاحیت تدریس رشتهٔ عهد عتیق را به‌دست‌آورد.
بارتلموس علاوه بر کارهای دانشگاهی و علمی خود، راهنمای حرفه‌ای تورهای «باشگاه آلپاین آلمان» است. او سال‌ها راهنمای کوهنوردی یک «مدرسه آموزش کوه‌پیمایی» بود.